# Línea 130 (EMT Madrid)
La línea 130 de la EMT de Madrid une Villaverde Alto con Vicálvaro.

## Características

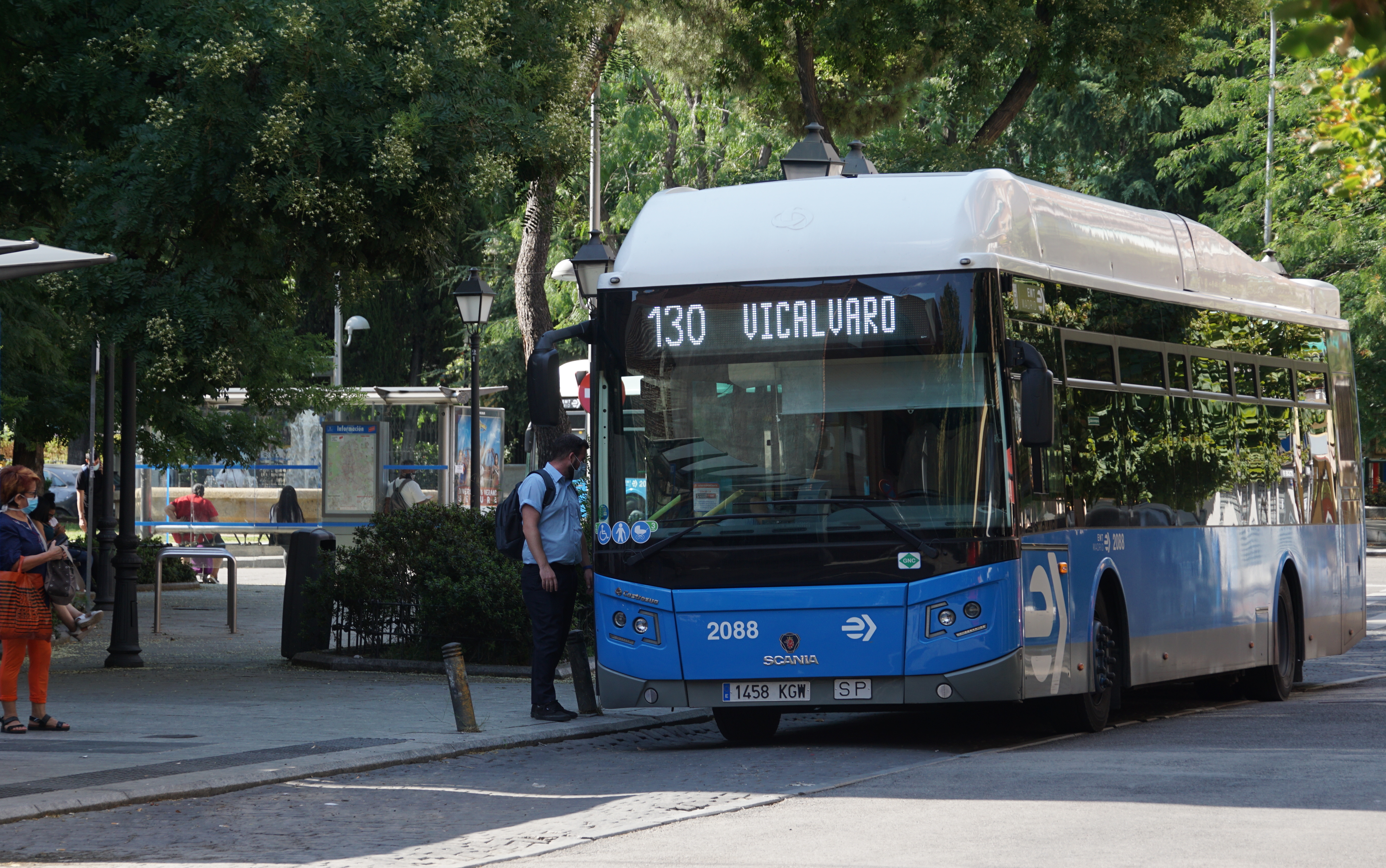
Pl. Ágata de Villaverde Alto, agosto de 2020

La línea 130 de autobuses de la EMT fue creada el 9 de septiembre de 1980, cuando sustituyó a la línea periférica P-30 operada por la empresa privada Díaz Álvarez. Junto con las líneas P29 y P31, fue una de las tres últimas líneas periféricas privadas que pasaron a la EMT.
La línea se convirtió en una continua fuente de conflictos durante muchos años, ya que en su trayecto por la carretera de Villaverde a Vallecas (C-602) la línea efectuaba paradas en la entrada de diversos barrios marginales, como La Celsa, Torregrosa, Ribera de San Fermin, La Rosilla o Las Barranquillas.
Los serios problemas de inseguridad que esto provocaba, llevó a una paralización de la línea por parte de los conductores en el año 1991 y a que esta circulara con escolta de la policía municipal de Madrid, incluso a que desde el año 2000, la línea circulara solo con vehículos Iveco Cityclass Castrosua CS-40 City II dotados de mampara protectora para el conductor. 
Con la desaparición de esos núcleos marginales y gracias al trabajo del grupo de rutas de policía municipal, la línea ha ido volviendo paulatinamente a la normalidad, dejando de lado los problemas que durante años la afectaron.
La línea 130, tiene desde los inicios las mismas cabeceras, pero a lo largo de su historia ha sufrido pequeñas modificaciones en su recorrido intermedio, entre otras la efectuada en el año 1992 cuando dejó de circular por la C-602 en el tramo comprendido entre el Camino del Pozo del Tío Raimundo y el camino de Hormigueras para atender el polígono industrial de Vallecas a través de esta última via y destacando también la modificación sufrida en 1997 para atender el nuevo barrio de Valdebernardo. Posteriormente, en 2007, modificó su itinerario para atender el interior del recinto de Mercamadrid.
En la actualidad presta servicio a Villaverde Alto, recorre la casi totalidad de la carretera de Villaverde a Vallecas, entra en los recintos de Mercamadrid y el Centro de Transportes de Madrid, atiende al polígono industrial de Vallecas, el casco histórico de Vallecas, Valdebernardo y el casco histórico de Vicálvaro, teniendo la cabecera junto al campus de la Universidad Rey Juan Carlos.

### Frecuencias
| Lunes a viernes laborables |               |
| De 6:00 a 19:00            | 12-17 minutos |
| De 19:00 a 23:00           | 16-24 minutos |
| Sábados laborables         |               |
| De 6:00 a 23ː00            | 21-25 minutos |
| Domingos y festivos        |               |
| De 7:00 a 13:00            | 16-25 minutos |
| De 13ː00 a 23ː00           | 20-28 minutos |

## Recorrido y paradas

### Sentido Vicálvaro
La línea inicia su recorrido en la calle del Doctor Martín Arévalo, junto a la plaza de Ágata, en Villaverde Alto. Desde esta calle sale a la avenida Real de Pinto girando a la izquierda, y al final de esta avenida toma la calle Alcocer, que recorre entera hasta llegar al Cruce de Villaverde.
A continuación, toma la carretera de Villaverde a Vallecas, que recorre hasta desembocar en la avenida de los Rosales, que recorre brevemente para salir a la autopista M-40. Circula por esta autopista hasta tomar la salida de Mercamadrid, entrando al recinto para dar servicio a las zona comercial y las naves de Frutas. Sale del recinto de Mercamadrid y cruza el recinto del Centro de Transportes de Madrid saliendo al final a la carretera de Villaverde a Vallecas, que toma girando a la derecha.
Circula por esta carretera hasta la intersección con el Camino de El Pozo, que toma girando a la izquierda, vía que abandona al poco girando a la derecha para incorporarse al Camino de Hormigueras, que recorre entero. Al final de esta calle, desemboca en la calle San Jaime, que recorre hasta el final, pasando bajo las vías del tren para tomar la avenida de la Democracia.
La línea recorre la avenida de la Democracia saliendo de la Villa de Vallecas para entrar en el barrio de Valdebernardo por el bulevar José Prat, que abandona al poco girando a la derecha para tomar el bulevar Indalecio Prieto, que recorre entero saliendo de Valdebernardo y girando al final a la derecha por el Camino Viejo de Vicálvaro.
Por esta vía llega a la plaza de Alosno, donde sale por la calle Casalarreina, que recorre hasta girar a la derecha por la avenida de Daroca. Recorre esta avenida hasta el final girando a la izquierda por el paseo de los Artilleros, donde tiene su cabecera.
| Código | Parada                                        | Común con         | Conexiones con Metro y Cercanías | Otros |
| ------ | --------------------------------------------- | ----------------- | -------------------------------- | ----- |
| 5339   | VILLAVERDE ALTO (C/ Doctor Martín Arévalo, 6) | 22                |                                  |       |
| 1198   | Doctor Martín Arévalo                         | 22 86 131         |                                  |       |
| 1194   | Puente Alcocer                                | 22 76 86 432 448  | Puente Alcocer                   |       |
| 1192   | Alcocer-Paseo Talleres                        | 22 86 432 448     |                                  |       |
| 1787   | Alcocer-Virgen Desamparados                   | 18 22 116 432 448 |                                  |       |
| 1789   | Alcocer-Escoriaza                             | 18 22 116 432 448 | Villaverde Bajo Cruce            |       |
| 1793   | Carretera de Vallecas-Sáhara                  | 23 123            |                                  |       |
| 1795   | Carretera de Vallecas-Villafuerte             | 123               |                                  |       |
| 4834   | Carretera de Vallecas-Coalición               | 123               |                                  |       |
| 1797   | Carretera de Vallecas-Unanimidad              | 23                |                                  |       |
| 1799   | Carretera de Vallecas-Avenida Rosales         | 23                |                                  |       |
| 3844   | Mercamadrid-Pescados                          |                   |                                  |       |
| 4807   | Mercamadrid-Naves Auxiliares                  | T32               |                                  |       |
| 4630   | Centro Transportes Madrid                     | T32               |                                  |       |
| 1801   | Carretera de Vallecas-C.T.M.                  |                   |                                  |       |
| 1803   | Camino del Pozo-Carretera de Villaverde       |                   |                                  |       |
| 5039   | Hormigueras-Camino del Pozo                   | T31               |                                  |       |
| 1805   | Hormigueras-Torre Don Miguel                  | T31               |                                  |       |
| 1807   | Hormigueras-Miravete                          | T31               |                                  |       |
| 1809   | Hormigueras-González Dávila                   | T31               |                                  |       |
| 5326   | Hormigueras-Correos                           | T31               |                                  |       |
| 5758   | San Jaime-Sierra Vieja                        | T31               |                                  |       |
| 1813   | San Jaime-Puerto Pozazal                      | T31               |                                  |       |
| 1815   | San Jaime-Sierra Gádor                        | T31               |                                  |       |
| 4693   | Sierra Guadalupe                              | T31 H1            | Sierra de Guadalupe Vallecas     |       |
| 5752   | Democracia-Arboleda                           |                   |                                  |       |
| 1820   | Mediterráneo-Democracia                       |                   |                                  |       |
| 1822   | José Prat-Democracia                          | 71                |                                  |       |
| 1824   | Indalecio Prieto-José Prat                    | E4                |                                  |       |
| 1826   | Indalecio Prieto-Los Pinillas                 | 8 71              | Valdebernardo                    |       |
| 1828   | Indalecio Prieto-Los Juglares                 | 8 71              |                                  |       |
| 3556   | Indalecio Prieto-Los Juglares                 | 71                |                                  |       |
| 4353   | Indalecio Prieto-Camino Viejo Vicálvaro       |                   |                                  |       |
| 4576   | Casalarreina-Gallo                            | 100               |                                  |       |
| 1064   | Avenida de Daroca-Casalarreina                | 100 E3 E5         |                                  |       |
| 1066   | Avenida de Daroca-Calahorra                   | 4 100 106         |                                  |       |
| 1067   | Avenida de Daroca-Campus Universitario        | 4 100 106         |                                  |       |
| 4566   | VICÁLVARO (Pº Artilleros, 35)                 |                   | Vicálvaro                        |       |

### Sentido Villaverde Alto
El recorrido de vuelta es igual al de ida pero en sentido contrario con algunas salvedades:
- Circula por la calle Calahorra, el Camino Viejo de Vicálvaro, la avenida de la Democracia y la calle Tren de Arganda en vez de hacerlo por el Camino Viejo de Vicálvaro, la calle de Casalarreina y la avenida de Daroca.
- Llegando a la cabecera en Villaverde Alto, circula por la calle Doctor Pérez Domínguez en vez de Doctor Martín Arévalo, pues ambas son de sentido único.

| Código | Parada                                        | Común con                  | Conexiones con Metro y Cercanías | Otros |
| ------ | --------------------------------------------- | -------------------------- | -------------------------------- | ----- |
| 4566   | VICÁLVARO (Pº Artilleros, 35)                 |                            | Vicálvaro                        |       |
| 1076   | Calahorra                                     | 4 106                      |                                  |       |
| 1077   | Avenida de Daroca-Calahorra                   |                            |                                  |       |
| 1835   | Calahorra-Gallo                               | 100                        |                                  |       |
| 1062   | Plaza Alosno                                  | 100                        |                                  |       |
| 1831   | Tren de Arganda                               | 71                         |                                  |       |
| 1829   | Valdebernardo                                 | 8 71                       |                                  |       |
| 1827   | Indalecio Prieto-Los Pinillas                 | 8 71                       | Valdebernardo                    |       |
| 1825   | Indalecio Prieto-José Prat                    |                            |                                  |       |
| 1823   | José Prat-Democracia                          | 71                         |                                  |       |
| 1821   | Mediterráneo-Democracia                       |                            |                                  |       |
| 1819   | Democracia-Arboleda                           |                            |                                  |       |
| 1027   | Sierra Guadalupe                              | 54 58 103 142 143 E H1 T31 | Sierra de Guadalupe Vallecas     |       |
| 4694   | Sierra Guadalupe-San Jaime                    | T31                        |                                  |       |
| 4704   | San Jaime-Sierra Gádor                        | T31                        |                                  |       |
| 1814   | San Jaime-Puerto Pozazal                      | T31                        |                                  |       |
| 5759   | San Jaime-Sierra Vieja                        | T31                        |                                  |       |
| 5327   | Hormigueras-Correos                           | T31                        |                                  |       |
| 1810   | Hormigueras-González Dávila                   | T31                        |                                  |       |
| 1808   | Hormigueras-Miravete                          | T31                        |                                  |       |
| 1806   | Hormigueras-Torre Don Miguel                  | T31                        |                                  |       |
| 5037   | Hormigueras-Camino del Pozo                   |                            |                                  |       |
| 1804   | Camino del Pozo-Carretera de Villaverde       |                            |                                  |       |
| 4805   | Centro Transportes Madrid                     | T32                        |                                  |       |
| 4806   | Mercamadrid-Naves Auxiliares                  | T32                        |                                  |       |
| 4808   | Mercamadrid-Zona Comercial                    | T32                        |                                  |       |
| 1800   | Carretera de Vallecas-Avenida Rosales         | 23                         |                                  |       |
| 1798   | Carretera de Vallecas-Unanimidad              | 23                         |                                  |       |
| 1793   | Carretera de Vallecas-Coalición               | 23 123                     |                                  |       |
| 1795   | Carretera de Vallecas-Villafuerte             | 123                        |                                  |       |
| 4834   | Carretera de Vallecas-Sáhara                  | 123                        |                                  |       |
| 1790   | Alcocer-Villaverde Cruce                      | 18 22 116 432 448          | Villaverde Bajo Cruce            |       |
| 1788   | Alcocer-Virgen Desamparados                   | 18 22 116 432 448          |                                  |       |
| 1191   | Alcocer-Paseo Talleres                        | 22 86 432 448              |                                  |       |
| 1193   | Puente Alcocer                                | 22 76 86 432 448           | Puente Alcocer                   |       |
| 1195   | Doctor Pérez Domínguez                        | 22 79 86 131               |                                  |       |
| 5339   | VILLAVERDE ALTO (C/ Doctor Martín Arévalo, 6) | 22                         |                                  |       |